# 我的朋友佩德羅
《我的朋友佩德羅》是一款清版射擊遊戲，由瑞典工作室DeadToast Entertainment開發，Devolver Digital於2019年6月發行，對應Microsoft Windows和任天堂Switch平台。玩家控制生活在黑社會的遊戲主角，用槍向眾多黑幫分子射擊，並利用遊戲中的機關道具擊倒敵人。遊戲Xbox One版於2019年12月發行，PlayStation 4版於2020年4月發行。遊戲獲得媒體較好評價。

## 外部連結
- 官方网站 （英文）